# 微分小
初等解析学（微分積分学）において微分小（びぶんしょう、英: differential）の語は、適当な変量に関する無限小変分を指すために用いられる。例えば、変数 x に対してその増分（変分）はしばしば Δx と書かれるが、変数 x に関する無限に小さな増分を表すのに dx が用いられる。無限小変分（微分小）の概念は直観的な議論においてきわめて有効であり、またその数学的に意味のある定式化にはいくつもの方法が存在する。
初等解析学において、さまざまな変数に関する無限小変分の間の関係性を微分商を用いて述べることができる。y が x の函数であるとき、y の微分 dy は dx との間に等式
{\displaystyle {\mathit {dy}}={\frac {\mathit {dy}}{\mathit {dx}}}\,{\mathit {dx}}}
を通じて関係を持つ。ここに dy⁄dx は y の x に関する微分商である。 この式は「x に関する y の微分商とは差分商 Δy⁄Δx の Δx を無限小に近づけた極限である」という直観的な考えをまとめたものである。
微分小量の概念を数学的に明確にする方法には、例えば以下のようなものが考えられる：
1. 線型写像として: これは全微分および微分幾何学における外微分の定義を下敷きにしたものである[1]。
2. 可換環の冪零元として: この方法は代数幾何学ではよく用いられる[2]。
3. 直観主義論理の枠組みで: この方法は綜合微分幾何学（英語版）や滑らかな無限小解析といわれるもので、冪零無限小が導入されるという点では代数幾何学的な方法と近いが、そうなるメカニズムは全く異なりトポス理論からくる[3]。
4. 超実数の無限小元として: 超実数は可逆な無限小や無限大を含むような実数概念の拡張である。このような方法はアブラハム・ロビンソンの開拓した超準解析による[4]。

これらのアプローチの各々は互いに非常に異なっているけれども、いずれも「定量的」な概念であることは共通している。つまりこれらの方法で定式化された微分は「無限に小さい」のではなく「どれほどでも（必要なだけ十分に）小さい」のである。

## 注